# Orthoformiate d'éthyle
L'orthoformiate d'éthyle est l'orthoester triéthylique de l'acide formique. Il est facilement disponible commercialement mais il peut être aussi préparé par réaction entre du chloroforme (CHCl3) et l'éthanolate de sodium (NaC2H5O):
CHCl3 + 3 Na + 3 EtOH → HC(OEt)3 + 3/2 H2 + 3 NaCl
L'orthoformiate d'éthyle sert, en chimie, de solvant et/ou de réactif comme dans la synthèse d'aldéhyde de Bodroux-Chichibabin :
En chimie de coordination, l'orthoformiate d'éthyle est utilisé pour substituer l'eau des complexes métalliques aqueux par des molécules d'éthanol :
[Ni(H2O)6](BF4)2 + 6 HC(OC2H5)3 → [Ni(C2H5OH)6](BF4)2 + 6 HC(O)(OC2H5) + 6 HOC2H5